# Lake Tinaroo
Lake Tinaroo är en sjö i Australien. Den ligger i delstaten Queensland, omkring 1 400 kilometer nordväst om delstatshuvudstaden Brisbane. Arean är 34 kvadratkilometer. Den sträcker sig 14,9 kilometer i nord-sydlig riktning, och 9,3 kilometer i öst-västlig riktning.
Följande samhällen ligger vid Lake Tinaroo:
- Yungaburra (933 invånare)

Omgivningarna runt Lake Tinaroo är en mosaik av jordbruksmark och naturlig växtlighet. Runt Lake Tinaroo är det mycket glesbefolkat, med 6 invånare per kvadratkilometer. Genomsnittlig årsnederbörd är 2 169 millimeter. Den regnigaste månaden är mars, med i genomsnitt 496 mm nederbörd, och den torraste är oktober, med 36 mm nederbörd.